# Schweinshaie
Die Schweinshaie (Oxynotus) sind eine Gattung kleiner Haie aus der Ordnung der Dornhaiartigen (Squaliformes). Im Deutschen werden sie auch Meersäue, Meersauhaie oder Rauhaie genannt. Die Arten der Gattung leben im Mittelmeer, im westlichen und östlichen Atlantik und im westlichen Pazifik, an Kontinentalabhängen sowie auf dem Kontinentalschelf.

## Merkmale
Oxynotus-Arten haben einen sehr hochrückigen Körper mit dreieckigem Querschnitt, so dass sich zwischen Brust- und Bauchflossen seitliche Kiele befinden. Die zwei Rückenflossen sind sehr hoch. Vor beiden steht je ein kräftiger Stachel, der auch von der Flosse verdeckt sein kann. Die vordere Basis der ersten Rückenflosse kann sehr weit vorne über den Kiemenspalten liegen. Eine Afterflosse fehlt. Die Haut der Fische ist sehr rau, sie haben Leuchtorgane.
Die Arten erreichen eine Länge von 50 Zentimetern bis 1,50 Meter. 

## Systematik
Die Gattung wurde im Jahr 1810 durch den US-amerikanischen Naturforscher Constantine S. Rafinesque-Schmaltz eingeführt. Typusart ist Squalus centrina. Im Jahr 1872 errichtete der US-amerikanische Ichthyologe Theodore Nicholas Gill die Familie Oxynotidae mit Oxynotus als einziger Gattung. Phylogenetisch steht die Gattung jedoch tief innerhalb der Familie Somniosidae. Um wieder zu den in einer modernen Systematik geforderten monophyletischen Taxa zu kommen gibt es den Vorschlag, die Familie Somniosidae auf die Typusgattung Somniosus zu beschränken und alle anderen Gattungen der Somniosidae in die Familie Oxynotidae zu stellen.

## Arten
Es gibt fünf Arten:
- Stachelige Meersau (Oxynotus bruniensis (Ogilby, 1893))
- Karibische Meersau (Oxynotus carribaeus Cervigón, 1961)
- Gefleckte Meersau (Oxynotus centrina (Linnaeus, 1758))
- Japanische Meersau (Oxynotus japonicus Yano & Murofushi, 1985)
- Graue Meersau (Oxynotus paradoxus Frade, 1929), auch Segelflossen-Meersau

## Belege
1. 1 2  Joseph S. Nelson, Terry C. Grande, Mark V. H. Wilson: Fishes of the World. Wiley, Hoboken, New Jersey, 2016, ISBN 978-1118342336. Seite 76.
2. ↑  Oxynotus im Catalog of Fishes (englisch)
3. ↑  Gavin J. P. Naylor, Janine N. Caira, Kirsten Jensen, Kerri A. M. Rosana, Nicolas Straube, Clemens Lakner: Elasmobranch Phylogeny: A Mitochondrial Estimate Based on 595 Species. Seite 43 in Jeffrey C. Carrier, John A. Musick, Michael R. Heithaus: Biology of Sharks and Their Relatives (Marine Biology). Verlag: Crc Pr Inc, 2012, ISBN 1-4398-3924-7.
4. ↑  Nicolas Straube, Chenhong Li, Julien M Claes, Shannon Corrigan, Gavin Naylor: Molecular phylogeny of Squaliformes and first occurrence of bioluminescence in sharks. BMC Evolutionary Biology 15(1):162 · August 2015, DOI: 10.1186/s12862-015-0446-6